# Reso (ort)
Reso (finska: Raisio) är en kommunhuvudort i staden Reso i Finland.   Den ligger i den ekonomiska regionen Åbo och landskapet Egentliga Finland, i den sydvästra delen av landet, 160 km väster om huvudstaden Helsingfors. Reso ligger 11 meter över havet och antalet invånare är 23 597.
Terrängen runt Reso är platt. Runt Reso är det tätbefolkat, med 735 invånare per kvadratkilometer. Närmaste större samhälle är Åbo, 6,7 km sydost om Reso. I omgivningarna runt Reso växer i huvudsak barrskog.